# Meijer de Haan
Meijer Isaac de Haan (Amsterdam, 14 aprile 1852 – Amsterdam, 25 ottobre 1895) è stato un pittore olandese.
È conosciuto anche come Meyer de Haan.

## Biografia
Meijer Isaac de Haan nacque in un'agiata famiglia ebrea proprietaria di un biscottificio. In gioventù si applicò allo studio della religione, della musica e infine dell'arte. Riscosse un certo successo in Olanda con opere a soggetto ebraico e ad Amsterdam eseguì anche dei ritratti.
Per continuare gli studi di pittura, nell'inverno del 1888 si trasferì a Parigi. Lì incontrò Jan Verkade (suo compatriota), Pissarro, Theo van Gogh, Charles Filiger e Paul Gauguin. Con quest'ultimo si recò in Bretagna, prima a Pont-Aven, quindi a Le Pouldu, sulla costa, nella locanda di Marie Henry, l'Hotel-café La Buvette de la plage. Assieme a Gauguin decorò la sala da pranzo dell'albergo con affreschi di stile impressionista. In seguito chiese a Gauguin di dargli lezioni di pittura: in cambio De Haan gli avrebbe pagato la pensione. Ben presto aderì alle idee postimpressioniste che maturavano fra coloro che frequentavano Pont-Aven, primi fra tutti Paul Gauguin e Émile Bernard, caratterizzate dal cloisonnisme e dal sintetismo e consolidò la sua appartenenza al gruppo dei pittori di quella che fu chiamata la Scuola di Pont-Aven.
Theo van Gogh gli fece conoscere il fratello Vincent del quale divenne amico e con cui scambiò un'interessante corrispondenza. Del resto, anche in precedenza Van Gogh aveva scritto: "I disegni di De Haag sono molto belli, mi piacciono assai e sono particolarmente desideroso di conoscerlo un giorno di persona". Anche Gauguin scrisse bene di lui. In una lettera a Émile Bernard, infatti, così si era espresso: "Qui De Haan progredisce meravigliosamente...".
Dopo i primi mesi di permanenza nella locanda di Le Pouldu, De Haan si innamorò di Marie Henry, la proprietaria, e da lei ebbe una figlia. Quando però decise di seguire Gauguin a Tahiti, la famiglia, da Amsterdam, gli tolse il sostegno economico. De Haan dovette così rientrare tristemente in patria nel 1890, abbandonando la Bretagna, gli amici e la stessa Marie, prima ancora che la loro figlia Ida nascesse.
De Haan non tornò più in Francia, né rivide alcuno degli amici pittori, conducendo vita ritirata. Aveva lasciato tutti i suoi quadri a Marie.
Dipinse in tutto meno di 50 tele, di cui la maggioranza appartiene alla collezione Marie Henry. Meijer de Haan morì ad Amsterdam all'età di 43 anni.
Nel 2010, il Musée d'Orsay ha organizzato una mostra delle sue opere intitolata Meijer de Haan, the Hidden Master.

## Galleria d'immagini

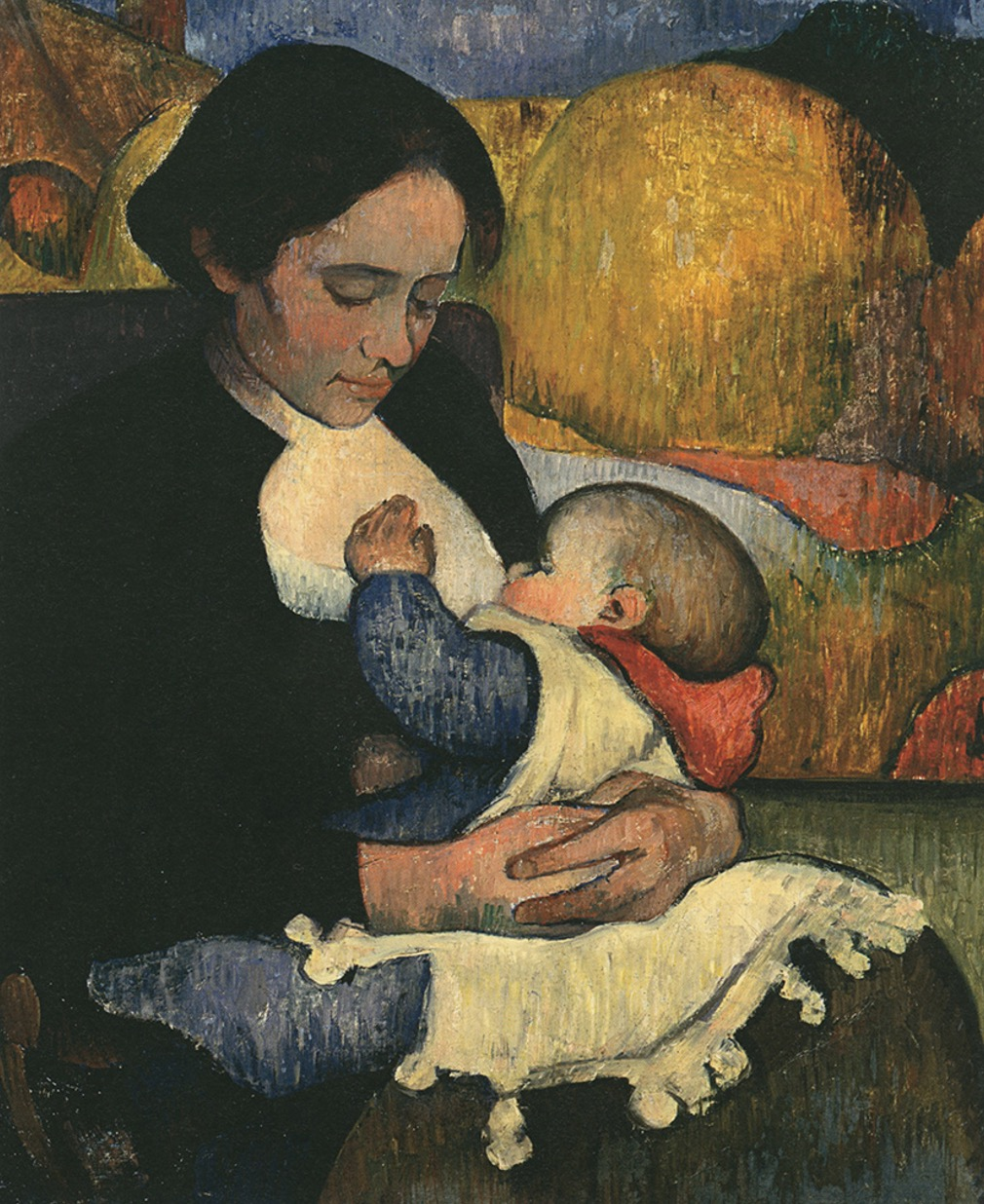
Marie Henry allatta la sua bambina
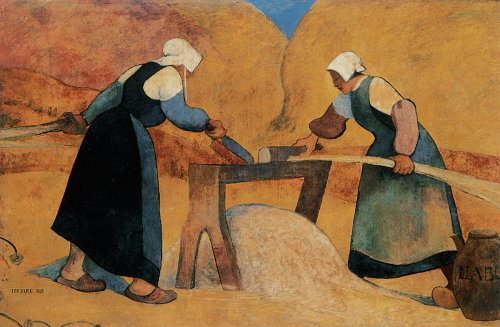
Donne bretoni al lavoro
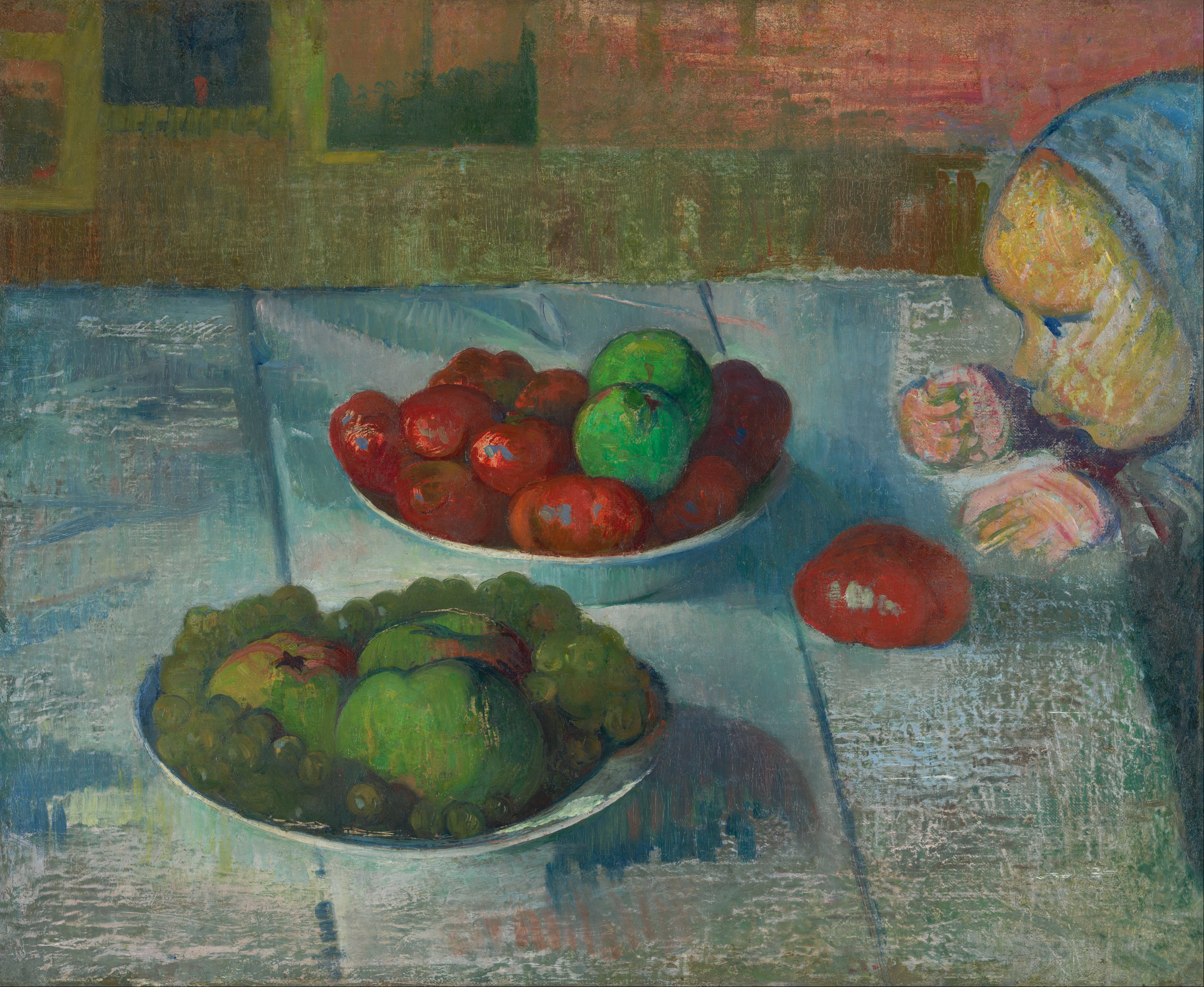
Natura morta col profilo di Mimì
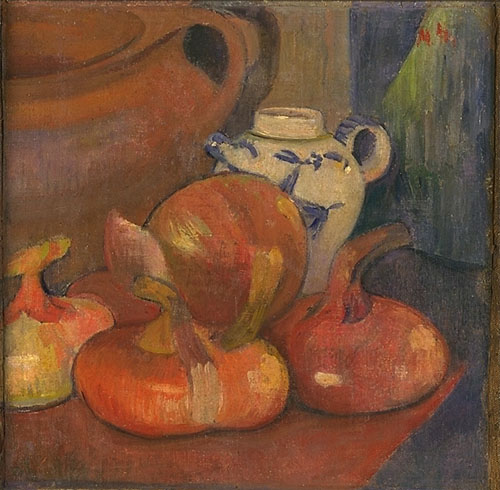
Boccale e cipolle

## Altri progetti

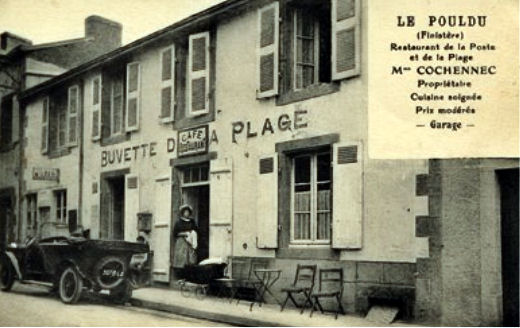
L'albergo di Marie Henry a Le Pouldu